# Odéon metróállomás
Az Odéon egy metróállomás Franciaországban, Párizsban a párizsi metró 4-es és 10-es metróvonalán. Tulajdonosa és üzemeltetője a RATP.

## Nevezetességek a közelben
- A Szajnán található Cité-sziget és nevezetességei:
  - Hôtel-Dieu
  - Notre-Dame-székesegyház
  - Conciergerie
  - Sainte-Chapelle

## Metróvonalak
Az állomást az alábbi metróvonalak érintik:
- 4-es metróvonal
- 10-es metróvonal

## Kapcsolódó állomások
A metróállomáshoz az alábbi állomások vannak a legközelebb:
- Saint-Michel (Porte de Clignancourt, 4-es metróvonal)
- Saint-Germain-des-Prés (Bagneux–Lucie Aubrac metróállomás, 4-es metróvonal)
- Mabillon (Boulogne – Pont de Saint-Cloud, 10-es metróvonal)
- Cluny – La Sorbonne (Gare d’Austerlitz, 10-es metróvonal)